# Liste der Monuments historiques in Thin-le-Moutier
Die Liste der Monuments historiques in Thin-le-Moutier führt die Monuments historiques in der französischen Gemeinde Thin-le-Moutier auf.

## Liste der Objekte
| Bezeichnung                 | Beschreibung                                                   | Standort                        | Kennzeichnung | Schutzstatus | Datum | Bild |
| --------------------------- | -------------------------------------------------------------- | ------------------------------- | ------------- | ------------ | ----- | ---- |
| Sakramentshaus              | auch Ädikula der heiligen Berlinda; Stein, bezeichnet 1540     | in der Kirche St-Quentin (Lage) | PM08000559    | Classé       | 1908  |      |
| Skulptur Heiliger Quintinus | Holz, farbig gefasst, 16. oder 17. Jahrhundert; 2000 gestohlen | in der Kirche St-Quentin (Lage) | PM08000560    | Classé       | 1957  |      |